# Central Connect Airlines

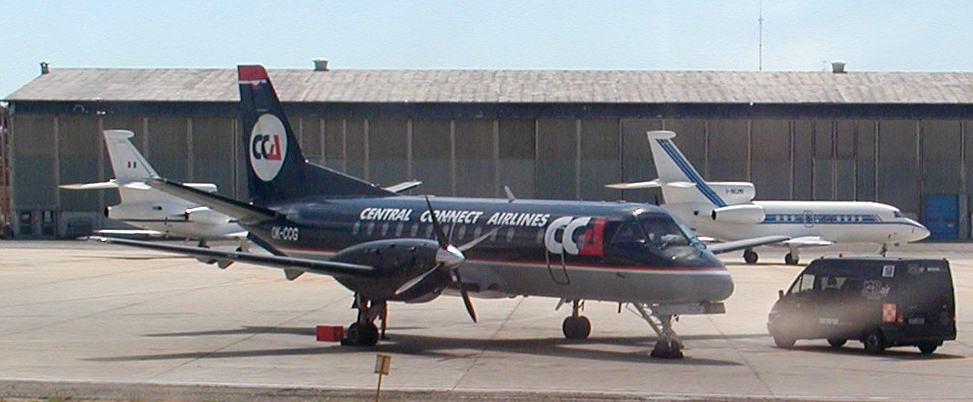
Máy bay Saab 340 của Central Connect Airlines

Central Connect Airlines (mã IATA = 3B, mã ICAO = JBR) là hãng hàng không có trụ sở ở Ostrava, Cộng hòa Séc. Hãng có căn cứ chính ở Sân bay Ostrava Leos Janacek.

## Lịch sử
Central Connect Airlines được thành lập năm 2005, do hãng "Job Air" làm chủ. Hãng có tuyến đường chủ yếu từ Cộng hòa Séc tới Viên, (Áo) nối kết với mạng lưới của Austrian Airlines. Ngoài ra hãng cũng đảm nhận các chuyến bay thuê bao. Hãng hiện có 110 nhân viên (tháng 3/2007)

## Các nơi đến
- Áo

- Viên

- Cộng hòa Séc

- Brno
- Ostrava
- Praha

- Đan Mạch

- Copenhagen (Sân bay Roskilde)

- Đức

- Erfurt

- Thụy Điển

- Jönköping

## Đội máy bay
(Tháng 2/2008):
- 1 Let L-410 UVP
- 1 Let L-410 UVP-E
- 5 Saab 340A (1 bay thuê cho OCA International, Đức)
- 2 Saab 340B (1 bay thuê cho Fly Lappeenranta, Phần Lan)